# Мёдухово (Тверская область)
Мёдухово  — деревня в Торжокском районе Тверской области. Входит в состав Грузинского сельского поселения.

## География
Находится в центральной части Тверской области на расстоянии приблизительно 16 км на юг-юго-восток по прямой от районного центра города Торжок.

## История
Когда была заселена территория, где сейчас располагается д. Медухово - неизвестно. Территория эта была заселена уже в каменном веке. Археологами выявлены три стоянки времён неолита (новый каменный век): в районе погоста Петропавловское и деревни Мёдухово. Здесь были найдены каменные орудия труда: кремневые скребки, пластины и отщепы. Первые поселения славянских племён на территории края появились в последней трети I тыс. н.э. В районе Петропавловского выявлены городища раннего (2-й пол. I тыс. н. э.) и развитого (XI-XII вв.) средневековья, в культурных слоях которых были найдены лепная и древнерусская гончарная керамика с линейным орнаментом и без, куски железного шлака. Ещё два древних кургана, расположенных к юго-востоку от церкви Петра и Павла, не имеют точной датировки.
Один из самых ранних письменных источников, который сообщает сведения о д. Медухово и ее жителей – писцовая книга Новоторжского уезда 1625/26-1626/27 гг., составленная писцом Владимиром Полтиным. Документ сохранился в РГАДА в фонде Поместного приказа.
Эта книга представляет собой последовательное описание земель Новоторжского уезда по шестнадцати волостям: Горицкой, Дорогоща, Жалинской, Упирвицкой, Богатинской, Загородье, Сукромля, Рашкинской, Теребенской, Зашегринской, Прутня, Дорской, Бельской, Ильинской, Дмитриевской, Спасской. Описание каждой волости распределено по категориям землевладения: поместные, вотчинные, владычные, монастырские, церковные земли, погосты, внутри каждой категории сначала «живущие», затем «порозжие» земли.
В общей сложности, все описание земель Новоторжского уезда, заключенное в писцовой книге, включает характеристику 3 погостов с населенными дворами причта, 27 сел с третью села, 20 селец населенных, 12 селец пустых, 11 слободок населенных, 1 слободки пустой, 153,5 населенных деревень, 1 с половиной и с третью ненаселенных деревень, 60 с половиной селищ, 2459 пустошей с половиной и третью пустоши.
В этом документе Мёдухово значится как монастырская деревня, вотчина Борисоглебского монастыря в Торжке. В 1625 г. в деревне насчитывалось 7 дворов. Борисоглебский монастырь был крупным землевладельцем. В состав владений такого значительного монастыря, как Борисоглебский, могло входить до сотни селений (сел, деревень, выселков, погостов). К ним тяготели многочисленные пустоши, сенокосные луга и другие территории сельскохозяйственного значения. Крестьяне, проживавшие в этих деревнях, также принадлежали монастырю, то есть были монастырскими.
В этой же писцовой книге 1625 г. находятся и первые документальные сведения о монастырских крестьянах д. Мёдухово:
«В Жалинской волости села и деревни и пустоши вотчинам за монастря и церковные земли Борисоглебского монастыря что в Торшку на посаде в вотчине деревня Медухова, а в ней крестьян: во дворе Кирилка Федоров з зятем с Ондрюшкою Ивановым; во дворе Михалка Федоров с приимышем с Карпушкою Исаевым; во дворе Петрушка Григорьев. Да бобылей: во дворе Васка Левонтьев зятем с Якушком Матвеевым; во дворе Сергушка Микифоров; во дворе Максимко Тимофеев; во дворе Парфенко Григорьев. Пашни паханые крестьянские десять четвертей, перелогу двадцеть пять четвертей, лесом поросло сорок пять четвертей в поле а в дву по тому ж; земля худа, сена сорок копен».
В 1646 г. князем Андреем Ивановичем Солнцевым и подьячим Василием Богдановым была проведена перепись, составленная в связи с проведением валовой переписи населения в Русском государстве и, в которой, переписчики провели перепись населения Новоторжского уезда. В книге есть информация по жителям Мёдухово:
«Вотчина Борисоглебского монастыря. деревня Медухова, а в ней: во дворе крестьянин Офонка Иванов; во дворе крестьянин Филка Васильев; во дворе бобыль Сергушка Микифоров; во дворе крестьянин Якушко Матфеев; во дворе крестьянин Сенка Семенов; во дворе бобыль Парфенко Григорьев с сыном Степашко; во дворе крестьянин Сенка Васильев; во дворе крестьянин Карпушка Исаев; во дворе бобыль Петрушка Григорьев; во дворе бобыль Ивашко Яковлев; во дворе крестьянин Ондрюшка Иванов; во дворе бобыль Игнашка Степанов; во дворе бобылка Ненилка Тимофеева дочь, а муж ее Родка сшол к Москве, а стал в стрелцы в Денисове приказе Золотарева».
В деревне насчитывается уже 12 дворов.
Более информативна переписная книга Торжка переписи Михаила Федосеевича Лошакова и подьячего Василия Чашникова (1678 г.), в которой был также описан и Новоторжский уезд. В этой переписи также есть дополнительная информация по деревне Мёдухово и её жителям.
«деревня Медухова а вней: во дворе крестьянин Митка Семенов сын Кобанов з братьями с Ывашкой да с Никиткой, у Митки сын Флорко полу году, у Ивашка сын Ивашко дву лет, да у Микитки сын Филка дву лет; во дворе Федка Яковлев з братом Андрюшкою, да с племянником Микиткою Терентьевым, у Федки сын Андрюшка, у Андрюшки Яковлева дети сын Пашка пяти лет, да сын Ивашко трех лет, да сын Купряшка полугоду, у Микитки Терентьева дети сын Савка десяти лет, да сын Якушко семи лет, да сын Лучка пяти лет; во дворе Милютка Федосеев з братом Якушкою, у Милютки сын Акинфейко, у Якушки дети сын Гришка да сын Ивашко семи лет, у Гришки сын Осташка году; во дворе бобыль Степашка Перфильев з детми и с племянниками с Устинком да с Антипком, у Степки сын Захарко да сын Пашка, у Захарка сын Митка дву лет да сын Александрко полугоду, у Пашки сын Наумко году; во дворе Федка Семенов з братьями с Левкою да с Ывашком, у Федки сын Ивашко полугоду; во дворе Филка Васильев сын Лобанов з детьми сын Степашка да сын Бориско, да сын Давыдко десяти лет; во дворе Ивашко до Петрушка Федоровы дети Новиковы и с племянником с Миткою Афонгасьевым сыном Троскою, у Ивашка сын Ивашко ж году, у Митки сын Ермошка пяти лет; во дворе бобыль Ивашко Семенов сын Лобанов з детми сын Емелка да сын Елисейко осми лет беспашенны; во дворе Ивашко Петров сын прозвище Калитин, у него сын Якушко да сын Пашка, у Якушка сын Федка полугоду, у Пашки сын Самошка пяти недель; во дворе бобыль Петрушка Андреев, у него сын Якушко; во дворе бобыль Петрушка Асалихин, у него брат Фомка, у него ж племянник Федка прозвище Крупинка, у Петрушки сын Корнилко десяти лет да сын Авдюшка семи лет, да сын Федотко трех лет; во дворе бобыль Афонка Карпов, у него брат Микитка, у Афонки сын Дениско пяти лет».
Из документа следует, что в деревне, на момент переписи, так же было 12 дворов. Но в описание двора, в отличие от прошлой переписи, было внесено уже всё мужское население деревни, вне зависимости от возраста.

Деревня была отмечена еще на карте 1790 года. В 1859 году здесь (деревня Новоторжского уезда Тверской губернии) было учтено 65 дворов, в 1941 — 90.

## Население
Численность населения: 435 человек (1859 год), 36 (русские 97 %) в 2002 году, 21 в 2010.